# جایزه بزرگ موناکو ۱۹۷۲
جایزه بزرگ موناکو ۱۹۷۲ (انگلیسی: ‎1972 Monaco Grand Prix‎) یک مسابقهٔ موتوری در رشتهٔ اتومبیل‌رانی فرمول یک بود که در تاریخ ۱۴ مهٔ ۱۹۷۲ در پیست موناکو واقع در مونت‌کارلو، موناکو برگزار شد. این گراند پری در میان ۱۲ گراند پری در فصل ۱۹۷۲، مسابقهٔ شمارهٔ ۴ بود.
در این مسابقه که در ۸۰ دور و به مسافت ۲۵۱٫۶۰۰ کیلومتر (۱۵۶٫۳۳۷ مایل) برگزار شد، پول پوزیشن توسط امرسون فیتیپالدی کسب شد و سریع‌ترین زمان برای طی یک دور پیست که برابر با ۱:۴۰٫۰ بود نیز توسط ژان-پیر بلتویز به ثبت رسید.
ژان-پیر بلتویز از تیم بی‌آرام، ژاکی ایکس از تیم فراری و امرسون فیتیپالدی از تیم لوتوس-فورد به‌ترتیب مقام‌های اول تا سوم مسابقه را کسب کردند.

## رده‌بندی قهرمانی پس از مسابقه
|       | جایگاه | راننده           | امتیاز |
| ----- | ------ | ---------------- | ------ |
| ۱     | ۱      | امرسون فیتیپالدی | ۱۹     |
| ۱     | ۲      | ژاکی ایکس        | ۱۶     |
| ۲     | ۳      | دنی هیولم        | ۱۵     |
|       | ۴      | جکی استوارت      | ۱۲     |
| ۲۰    | ۵      | ژان-پیر بلتویز   | ۹      |
| منبع: |        |                  |        |

|       | جایگاه | سازنده      | امتیاز |
| ----- | ------ | ----------- | ------ |
| ۱     | ۱      | لوتوس-فورد  | ۱۹     |
| ۱     | ۲      | مک‌لارن-فورد | ۱۹     |
|       | ۳      | فراری       | ۱۹     |
|       | ۴      | تایرل-فورد  | ۱۲     |
| ۳     | ۵      | بی‌آرام      | ۹      |
| منبع: |        |             |        |

یادداشت
- تنها پنج جایگاه نخست از هر رده‌بندی نمایش داده شده‌است.